# Lista de episódios de Popular
Esta página lista os episódios (1999-2001) da série Popular. Ao todo foram produzidos 43 episódios, em 2 temporadas.

## 1ª Temporada: 1999–2000
| # | Title                                     | Writer(s)                                     | Director         | Original airdate        |
| --- | ----------------------------------------- | --------------------------------------------- | ---------------- | ----------------------- |
| 1 | "The Phantom Menace"                      | Ryan Murphy                                   | Brian Robbins    | 29 de setembro de 1999  |
| Sam convence sua mãe que elas irão superar o abandono do pai, enquanto Brooke planeja dar uma festa em sua casa quando seu pai estiver em mais uma de suas intermináveis viagens de negócios. Brooke e Nicole começam os testes para escolherem as cheerleaders deste ano. Carmen é a melhor nos testes e Brooke decide escolher ela, mas Nicole a convence do contrário, pois a escolha de Carmen poderia sujar a imagem delas. Josh fica em dúvida entre continuar no time de futebol para agradar seu pai e sua namorada, ou se realiza seu grande sonho e entra para o musical da escola. Enquanto isso, Sam é eleita a editora-chefe do jornal da escola, e decide fazer uma reportagem sobre o que é ser popular, e a entrevista de Brooke acaba sendo constrangedora. |                                           |                                               |                  |                         |
| 2 | "Mo' Menace, Mo' Problems"                | Ryan Murphy                                   | Michael M. Robin | 30 de setembro de 1999  |
| Carmen está seriamente abalada por não ter sido escolhida para ser uma cheerleader, pelo fato dela não ser magra e perfeita para as outras. Brooke e Nicole discutem o que seria melhor para elas enquanto Josh é pressionado por Brooke, seu treinador e por seu pai sobre sua escolha pelo musical. Sam deixa seus amigos bravos ao trocá-los pela possibilidade de se tornar popular. Sam e Brooke descobrem que seus pais estão namorando. |                                           |                                               |                  |                         |
| 3 | "Under Siege"                             | Ryan Murphy                                   | Perry Lang       | 7 de outubro de 1999    |
| Josh terá que escolher entre o futebol ou a música, pois o seu treinador e o professor de música marcaram o jogo e a aula para o mesmo horário, enquanto Brooke continua implicando com sua escolha. Sam escreve um artigo revelando a verdade sobre as cheerleaders e o que elas fizeram com Carmen, o que acaba fazendo com que todos da escola, incluindo seus amigos, fiquem contra ela. Brooke e Sam tentam fazer com que o jantar de "família" com seus pais não aconteça. Durante o jantar, as duas começam a se agredir verbalmente e, em seu quarto, Brooke dá um tapa no rosto de Sam. O relacionamento de Josh e Brooke continua a ter altos e baixos. |                                           |                                               |                  |                         |
| 4 | "Windstruck"                              | Oliver Goldstick                              | Jamie Babbit     | 14 de outubro de 1999   |
| Sam e Josh cometem o erro de terem um momento íntimo durante o ensaio do musical da escola levantando os rumores que irão revelar que Brooke e Josh são virgens, e seus amigos ficarão contra eles por terem mentido sobre isso. Sam e seus amigos analisam tudo o que aconteceu na última semana. Josh e Brooke planejam a sua primeira vez mas nada sai como planejado, eles acabam brigando e Josh decide encontrar Sam. Quando Nicole vai consolar Brooke, elas acabam ficando bêbadas e Harrison ajuda Brooke, após ela passar mal, e passa a noite com ela para ter certeza de que ela está bem. |                                           |                                               |                  |                         |
| 5 | "Slumber Party Massacre"                  | Wendy MacLeod                                 | Michael M. Robin | 21 de outubro de 1999   |
| Com a possibilidade de ser popular e se tornar uma cheerleader, Carmen convida todas as garotas para a sua festa de aniversário. As cheerleaders vão, pois elas descobrem que Carmen tem um lindo irmão mais velho e que Nicole planeja seduzir. Na casa de Carmen, Brooke e Josh tentam ter a sua primeira vez novamente, mas, mais uma vez, eles não conseguem. Harrison percebe que nada irá acontecer entre ele e Brooke. As cheerleaders acabam magoando Carmen e quando Brooke descobre o que aconteceu, ela tenta melhorar um pouco a situação e, novamente, são os verdadeiros amigos de Carmen que ficam do seu lado, para que ela se sinta melhor. |                                           |                                               |                  |                         |
| 6 | "Truth or Consequences"                   | Ari Posner & Eric Preven                      | Marc Buckland    | 4 de novembro de 1999   |
| A hostilidade aumenta quando Brooke e Sam descobrem que seus pais decidiram mentir para elas. Sam tenta descobrir a trapaça planejada pelas cheerleaders durante a aula de biologia e revelar a verdade sobre a imagem de boa aluna de Brooke. Entretanto, uma simples discussão no refeitório acaba transformando-se numa imensa guerra de comida. Os garotos populares começam a aceitar Harrison, mas Sam acaba com as chances de ele ser popular. Josh fica mais uma vez bravo com Brooke, ao descobrir que ela colou na prova. Sam e Brooke terão que se preparar para a mudança, pois elas irão morar juntas. |                                           |                                               |                  |                         |
| 7 | "Queen B."                                | Ryan Murphy                                   | Matthew Harrison | 11 de novembro de 1999  |
| Enquanto as famílias McQueen e McPherson agora dividem o mesmo teto, Brooke, Poppy, Mary Cherry e Carmen são indicadas para concorrerem ao título de Homecoming Queen. Nicole pressiona duas das concorrentes de Brooke para que elas desistam de concorrer. Sam ajuda Carmem na difícil batalha pelo título. Alguém usa uma foto em que Brooke está feia na campanha, e todos pensam que a responsável foi Sam, incluindo sua mãe. Brooke e Sam passam a dividir o mesmo banheiro e cada uma começa a brigar por seu espaço. |                                           |                                               |                  |                         |
| 8 | "Tonight's the Night"                     | Edward Kitsis & Adam Horowitz and Ryan Murphy | Jamie Babbit     | 18 de novembro de 1999  |
| O sexo está no ar na Kennedy High, e Brooke e Sam fazem uma aposta: Brooke tenta provar que seu relacionamento com Josh é sério, enquanto Sam tenta provar que ela pode ter um namorado. Enquanto isso, Lily e Harrison pensam em transar, mas acabam desistindo da ideia. Sugar Daddy encontra o amor na Internet e Sam e Leo percebem que seu relacionamento forçado nunca dará certo. Brooke e Josh finalmente conseguem ter a sua primeira vez, mas Brooke termina com Josh ao percebe que eles não são muito íntimos. Sugar Daddy descobre que seu amor virtual é, na verdade, Carmem. |                                           |                                               |                  |                         |
| 9 | "Wild Wild Mess"                          | Oliver Goldstick                              | Lev L. Spiro     | 2 de dezembro de 1999   |
| Brooke fica preocupada com o resultado do seu teste de gravidez e ela acredita que está grávida. Sam ajuda Brooke a superar seus medos e ir a uma clínica para fazer um teste de gravidez mais confiável. Enquanto isso, os serventes entram em greve e, em meio ao lixo e a sujeira, os alunos participam da eleição do diretor por um dia da escola. Nicole e Mary Cherry tentam trazer Gwyneth Paltrow e farão de tudo para conseguir trazê-la - até mesmo sequestrar o personal shopper dela. Lily e Carmen tentam eleger a mãe de Harrison ao descobrir que ela é lésbica, mas, a princípio, Harrison é contra. |                                           |                                               |                  |                         |
| 10 | "Fall on Your Knees"                      | Ryan Murphy                                   | Elodie Keene     | 9 de dezembro de 1999   |
| Brooke e Sam relutam em participar das tradições familiares durante o feriado e decidem convidar seus amigos para o jantar de Natal. Nicole tem uma má atitude durante o feriado e é visitada por três espíritos que representam o passado, o presente e o futuro, que forçam ela a confrontar a assustadora consequência de ignorar as pessoas que não são populares. Carmen se machuca em seu treinamento para o segundo teste para ser uma cheerleader, e todas elas, com exceção de Nicole, querem que ela entre no grupo. |                                           |                                               |                  |                         |
| 11 | "Ex, Lies and Videotape"                  | Ari Posner & Eric Preven                      | Arvin Brown      | 13 de janeiro de 2000   |
| Sam e Brooke tem a chance de produzirem uma reportagem sobre popularidade para um programa de TV. Josh tem que contar para seu pai que ele não poderá participar do jantar de confraternização do time. Sua decisão de ser o ator principal do musical da escola, causa uma grande tensão em sua casa, principalmente com seu pai, que gostaria que ele usasse todo o seu tempo com o time de futebol americano. Enquanto isso, ao escolherem Josh para a reportagem, Brooke e Sam - encantadas com a fama - fazem de tudo para conseguirem entrevistá-lo. Carmem, iludida com a popularidade após tornar-se uma cheerleader, começa a esquecer seus velhos amigos. |                                           |                                               |                  |                         |
| 12 | "The Trial of Emory Dick"                 | Oliver Goldstick                              | Perry Lang       | 20 de janeiro de 2000   |
| Após receber as notas da aula de Biologia, Emory Dick, para vingar-se, processa a escola por tratá-lo mal, colocando os dois grupos da escola em guerra. Defendendo Emory, Sam vai contra Brooke, que tenta mostrar o outro lado de Emory, dizendo que ele teve o tratamento que merecia. Entretanto, Carmen abre mão de sua imunidade para testemunhar à favor de Emory e ela acaba ganhando popularidade com isso. Sugar Daddy descobre que pode ser cortado do time devido ao seu peso. |                                           |                                               |                  |                         |
| 13 | "Hope in a Jar"                           | Wendy MacLeod                                 | David Petrarca   | 27 de janeiro de 2000   |
| Toda a escola se prepara para o baile anual das garotas e todas elas ficam obcecadas com sua aparência e observam quem elas irão convidar para dançar. Brooke baseia sua escolha na personalidade, tentando não se importar com a beleza exterior. Sam já prefere quem a use como instrumento para uma vingança e Carmem se esforça para ter a coragem de convidar Josh. Nicole, Mary Cherry e Poppy Fresh fazem uma aposta: quem estiver mais magra até a hora do baile irá dançar com Stone Cold, o garoto mais gostoso da escola. E elas irão fazer de tudo para vencer essa aposta. Lily percebe que iniciou uma guerra com as garotas populares quando desafia Nicole a desistir de seguir os padrões de beleza anoréxicos e começar a se importar com a beleza interior. Então, Nicole propõe que se Lily for ao baile com Emory Dick, o garoto mais idiota da escola, ela muda o símbolo das cheerladers e ainda transforma April, a garota mais idiota da escola, em uma mulher maravilhosa. Enquanto isso, Brooke e Sam começam uma disputa por Josh e Harrison (que foi convidado pelas duas), e os dois acabam apostando quem irá ficar mais "malhado" até o baile. |                                           |                                               |                  |                         |
| 14 | "Caged!"                                  | Ryan Murphy                                   | Jamie Babbit     | 3 de fevereiro de 2000  |
| As tensões entre as amigas de Sam e Brooke aumentam cada vez mais fazendo-as sugerir uma briga, mas os garotos intervém e trancam elas no banheiro da escola, na tentativa de que elas se reconciliem. Durante a "prisão", as garotas revelam seus maiores e chocantes segredos e Brooke, Sam, Nicole, Carmen, Mary Cherry e Lily percebem, horrorizadas, que elas tem muitas coisas em comum. Enquanto isso, Harrison, Josh e Sugar Daddy ficam presos na sala de biologia da Sra. Glass ao descobrirem seu escandaloso segredo: ela é o objeto sexual de um homem. |                                           |                                               |                  |                         |
| 15 | "Booty Camp"                              | Edward Kitsis & Adam Horowitz                 | Michael M. Robin | 10 de fevereiro de 2000 |
| Após os grosseiros comentários sobre seu provocante vestido, Lily decide denunciar os garotos a diretoria da escola por cometerem assédio sexual. Sam e Brooke, ao tentarem defender Freedy Gong, que está ouvindo comentários maldosos sobre sua suposta homossexualidade, acabam deletando Nicole, que está isolada de todos. Josh, Harrison, Sugar Daddy e Nicole são convocados a participarem do acampamento de sensibilidade que será realizado no fim de semana na escola. Eles terão que enfrentar a fúria e a rigidez de Rock Glass, o irmão da professora Glass. Enquanto eles enfrentam um treinamento de guerra, Carmen e Mary Cherry decidem lutar pelos direitos das mulheres, mas também acabam sendo acusadas de assédio sexual ao serem pegas espionando os garotos no vestiário. Freedy Gong faz um acordo com Nicole e inventa algumas mentiras para que Sam e Brooke também sejam responsabilizadas pelos seus atos e sejam enviadas, juntamente com Carmen e Mary Cherry, ao acampamento. Os pais de Josh se separam e sua mãe decide sair de casa. |                                           |                                               |                  |                         |
| 16 | "All About Adam"                          | Wendy MacLeod and Ryan Murphy                 | Perry Lang       | 17 de fevereiro de 2000 |
| Brooke conhece Adam, o novo aluno da escola. Ele incentiva Brooke a participar do concurso da revista "Chick Power", que vai escolher a "Power Girl" do ano. Brooke fica fascinada com Adam, principalmente quando ele diz que gostaria de ser um cheerleader. Ela pede para Sam fazer uma reportagem sobre a iniciativa de Adam. Enquanto isso, Carmen inscreve Sam no concurso. Adam mostra o seu lado mau-caráter quando começa a chantagear as garotas. Ele ameaça contar para todos que Mary Cherry era brega, Poppy Fresh é a presidente do fã-clube do Hanson e que Nicole era gorda. Ele consegue entrar para o grupo das cheerleaders ao acusar Brooke de ser maconheira. Enquanto isso, Sam ganha o concurso e tem a oportunidade de aparecer num comercial da Copa do Mundo de Futebol Feminino nos EUA, ao lado das jogadoras Tiffeny Milbrett e Tisha Venturini. O grupo dos populares e dos não-populares se unem para desmascarar Adam. |                                           |                                               |                  |                         |
| 17 | "Lord of the Files"                       | Oliver Goldstick                              | Lev L. Spiro     | 24 de fevereiro de 2000 |
| Sam aceita ser a pacificadora da escola e tenta diminuir os sentimentos feridos, após a ousada experiência musical de Harrison ter exposto a vida pessoal de seus amigos em suas letras, colocando o recente relacionamento de Carmen e Josh em teste. Nicole, Mary Cherry e Poppy competem pela atenção do novo, lindo e misterioso diretor. |                                           |                                               |                  |                         |
| 18 | "Ch-Ch-Changes"                           | Ari Posner & Eric Preven                      | Craig Zisk       | 20 de abril de 2000     |
| Harrison, cuja mãe foi demitida recentemente de uma farmácia por se declarar publicamente gay, pede a ajuda de Brooke, Sam, Lily e Carmen para defender o professor transsexual deles após os funcionários da Kennedy High ameaçarem tirar o seu emprego. Cherry Cherry, a mãe de Mary Cherry, começa a dar aulas de economia doméstica na escola como punição por ter agredido um policial. |                                           |                                               |                  |                         |
| 19 | "Hard on the Outside, Soft in the Middle" | Ryan Murphy                                   | Jamie Babbit     | 27 de abril de 2000     |
| Para provar seu interesse sobre seleção natural, o grupo alternativo, conduzido por Sam, decide tingir seus cabelos de louro, estimulando Brooke e os populares a ficarem morenos. Eles decidem fazer uma competição onde somente os mais fortes irão sobreviver, e organizam um torneio de boliche. Enquanto isso, Lily inicia uma campanha para salvar uma lagosta de um restaurante local, colocando-a contra Mary Cherry, que fará de tudo para saciar seu apetite por lagostas. E Exquisite Woo, a nova e linda aluna da escola, conquista a atenção de Josh e Harrison, enquanto fica de olho em Sugar Daddy, e prepara uma surpresa que irá mexer com ele. |                                           |                                               |                  |                         |
| 20 | "We Are Family"                           | Ryan Murphy & Deidre Strohm                   | Elodie Keene     | 4 de maio de 2000       |
| Depois que Brooke e Sam descobrem que seus pais já marcaram a data do casamento, elas se unem para separá-los de uma vez por todas e planejam as falsas evidências da traição de Mike, até que Brooke mude de opinião e comece a apoiar o casamento deles. Cherry Cherry anuncia o seu surpreendente casamento com Erik Estrada, o famoso ator de "CHiPS", deixando Mary Cherry descontrolada. Sam, desesperada, pede a ajuda de Nicole para impedir que sua mãe se case, mas ela é traída e decide ir embora da cidade. Enquanto isso, Carmen e Lily fazem todos os desejos de Mary Cherry e Nicole para conseguirem uma peruca, pois não agüentam mais o seu visual moicano. |                                           |                                               |                  |                         |
| 21 | "What Makes Sammy Run"                    | Edward Kitsis & Adam Horowitz                 | Jamie Babbit     | 11 de maio de 2000      |
| Sam vai para São Francisco para encontar a mãe de Brooke, numa desesperada tentativa de impedir o casamento de seus pais. Mas Sam não convence convencê-la a voltar para sua antiga família. Brooke organiza um chá de cozinha para a mãe de Sam e, com a ajuda de Carmen e Lily, esconde o seu misterioso desaparecimento. Mary Cherry faz de tudo para conseguir a atenção de sua mãe, incluindo tatuagens e strip-tease numa boate. Harrison, Josh e Sugar Daddy levam Mike, o pai de Brooke, para um boate de striptease na sua despedida de solteiro, só para que eles possam ver as mulheres - ou seria para comer frango? Mas eles acabam tendo problemas quando um policial disfarçado descobre que eles falsificaram suas identidades para conseguir entrar na boate, e Mike acaba sendo preso, na véspera de seu casamento. |                                           |                                               |                  |                         |
| 22 | "Two Weddings and a Funeral"              | Ryan Murphy                                   | Lev L. Spiro     | 18 de maio de 2000      |
| No final de temporada mais imprevisível da história da televisão, esse emocionante episódio promete dois casamentos, um funeral, uma tentativa de assassinato, um desastre natural e um extravagante musical. Brooke e Sam fazem um acordo para que tudo dê certo no casamento de seus pais. A profa. Bobbi Glass decide reprovar Sam, Nicole, Josh, Lily, Harrison, Carmen, Sugar Daddy e Mary Cherry, exceto Brooke, além de fazer uma conspiração com o diretor substituto para que eles não matem o último dia de aula. Revoltados, eles planejam a sua morte e preparam um milk-shake com um vírus para que ela tenha uma terrível diarréia. Mas o plano deles vai por água abaixo quando, misteriosamente, ela desmaia. Pensando que a profa. Glass está morta, eles tentam fazer de tudo para rescussitá-la, até que a enfermeira Glass acusa eles de terem matado sua irmã. Lily lê o diário da profa. Glass e descobre que foi a sua irmã quem a matou. Eles fazem de tudo para impedir que a enfermeira Glass suma com o corpo de sua irmã, mas após muitas idas e vindas, ela acaba colocando o corpo para ser velado no casamento. Quando finalmente a cerimônia do casamento dos pais de Brooke e Sam e Cherry Cherry e Erik Estrada começa, a mãe de Brooke aparece e revela que ela e Mike ainda não se separaram. Todos ficam abalados com a notícia e May Tuna, que estava tendo o seu dia como popular, morre ao ter um ataque cardíaco dentro da igreja. Enquanto isso, Carmen revela numa confissão ao padre que está grávida e Josh tenta reconquistar Brooke. |                                           |                                               |                  |                         |

## 2ª Temporada 2000–2001
| # | Title | Writer(s)                        | Director           | Original airdate        |
| --- | --- | -------------------------------- | ------------------ | ----------------------- |
| 1 | "Timber!" | Ryan Murphy                      | Jamie Babbit       | 22 de setembro de 2000  |
| Its a new school year at Kennedy High, but the memories of the aborted wedding are long from forgotten. Sam tries to make amends with Brooke's mother's return, but Brooke isn't sure if she's willing to put her past differences aside with her mother. Mike and Kelly begin reconnecting, which creates a strain between Mike and Jane. Ms. Glass makes a shocking return to Kennedy High and is destined to make the student's lives miserable, Carmen receives the news concerning her pregnancy, Sugar Daddy and Lily protest to save an older tree that leads to a downfall, and lastly Nicole makes Mary Cherry try out for the Glamazons once again which puts her cheerleading status at risk. | |                                  |                    |                         |
| 2 | "Baby, Don't Do It" | Edward Kitsis & Adam Horowitz    | Michael M. Robin   | 29 de setembro de 2000  |
| For a class assignment, Ms. Glass assigns every student to raise a Baby, Don't Do It doll. But it seems as if everyone has their minds elsewhere. With Brooke's planned departure from Los Angeles to San Francisco, both Mike and Sam believe Brooke's decision can tear their family apart. And ultimately effect her relationship with Josh. Lily isn't assigned a Baby, Don't Do It doll and decides to partner up with Carmen for the assignment. But Carmen's concern for her clique creates a strain between both Lily and Carmen. Nicole and Mary Cherry decide to let a British Nanny raise their doll, but soon discover The Nanny is bitter sweet. | |                                  |                    |                         |
| 3 | "Citizen Shame" | Oliver Goldstick                 | Lev L. Spiro       | 6 de outubro de 2000    |
| It seems as if everyone is hiding a secret, but how far will some go to avoid the exposed truth? Brooke begins an unlikely friendship with her SAT teacher Bonnie. But when the two meet after school, the two both get in trouble with the law. Carmen's family life is more than hectic when she asks Sam to move in with her for awhile, but it appears as if Carmen is hiding something to painful to reveal. While, Jane makes an unexpected discovery that effects her relationship with Mike. Meanwhile, Ms. Glass's Uncle Tipton returns to LA to visit her alleged child. Desperately seeking a child, Ms. Glass hires Nicole to pretend to be her daughter. But more confusion occurs, when Lily poses as Ms. Glass's son. | |                                  |                    |                         |
| 4 | "The Sweetest Taboo" | Ari Posner & Eric Preven         | Craig Zisk         | 13 de outubro de 2000   |
| Sometimes in order to get what you want, you must hurt the others around you. And thats exactly whats happening with the students at Kennedy High. George Austin, a new student at Kennedy arrives. But this creates a major turn off with both Josh and Sam. For Josh, he believes George will steal his Football Status. And for Sam, she believes George is another typical jock. Nicole is desperate to regain her Glamazon status, so she decides to team up with Sugar Daddy and Mary Cherry to humiliate Principal Krupps. Though the tables turn and it appears as if Nicole is the one humiliated. | |                                  |                    |                         |
| 5 | "Joe Loves Mary Cherry" | James Duff & Ryan Murphy         | Jamie Babbit       | 20 de outubro de 2000   |
| Jealously isn't always the best policy right? But why does it end up making you feel better about yourself? Ms. Glass announces that she has decided to test an attraction experiment by pairing one classmate with another. But this creates a problem between both Harrison and Nicole. Harrison begins getting jealous over George and Sam's frequent bonding and Nicole believes Brooke and Josh's relationship will destroy their popular status. So "Dangerous Liaisons" style, Nicole and Harrison work together to get what they want. In the end everyone is paired up with someone they least expected, but will each of them learn a lesson from their experience? | |                                  |                    |                         |
| 6 | "Style and Substance Abuse" | Ryan Murphy                      | Elodie Keene       | 3 de novembro de 2000   |
| Brooke decides to run for student council president, dropping out of the Homecoming Queen election. She asks Harrison to be her campaign manager. They disagree on mandatory drug testing for students and he quits to run against her. Sam, Carmen, Nic and Mary Cherry get nominated to Homecoming Queen. Sam is motivated by George to run for it, but gets too into the spirit. Carmen is sleeping at the school since she is homeless, and Bobbi Glass invites her to her home. Seeing in Carmen herself in high school, Ms. Glass helps her with the contest (even threatening to give everybody an F if they don't vote for Carmen). Nic and Mary Cherry look for help with Hellacious Arke, a past 3 time Homecoming Queen, who is also Ms. Glass's own "Nicole" back in her high school days. Brooke misses Josh and sees him and Lily trying cough syrup while spying on them. Motivated by the recent death of a student of cough syrup overdose, she decides to run her campaign on anti-drug platform. Scared to be caught by the drug test, Josh convinces Harrison to let him use his urine on the test. Surprisingly, the results come positive. | |                                  |                    |                         |
| 7 | "Ur-ine Trouble" | Edward Kitsis & Adam Horowitz    | Michael M. Robin   | 10 de novembro de 2000  |
| Harrison reveals that he has been taking medicine for bad headaches, which later turns out to be leukemia. Harrison is forced to withdraw from the campaign and Brooke wins. Sam realizes what she is doing and quits from Homecoming Queen election. Nicole, Mary Cherry and Hellacious team up to beat Carmen in the election and prove that there is no place for her. Reaching as low as publicizing Carm's mom's alcoholism and make her look as an alcoholic teenager. Carmen moves back to her mom's to support her and wins the election. Hellacious tries to cheat, but Principal Krupps busts her. Ms. Glass has her comeback and helps taking all her pictures off the girl's room homecoming queen hall of fame. Lily turns herself in to save Josh, but they are a couple now, and he decides to get punished with her. | |                                  |                    |                         |
| 8 | "Misery Loathes Company" | Oliver Goldstick & Deidre Strohm | Craig Zisk         | 17 de novembro de 2000  |
| Harrison is checked in a hospital for treatment for his leukemia. His roommate is a religious fanatic, which makes him quite uncomfortable. Harrison doesn't want anybody's help and yells at Brooke. Brooke is faced with the ghost of her bulimia and fears coming back to the clinic she once was. Sugar Daddy feels miserable for his looks and checks into a clinic for food disorders (which happens to be the same hospital where Harrison is.). Mike hears somebody throwing up in the bathroom. First he thinks it might be Jane, but he realizes it's Brooke and puts her in the clinic. Sugar feels very depressed and has a fight with Brooke. Later she advises him to talk to one of the girls at the clinic, and she plays cupid slipping a love letter under her door. But the clinician gets the letter instead. Sugar feels guilty and tells Ashley that he didn't write the letter, without knowing that she never got the letter in the first place. Harrison's roommate has a seizure, just as he was starting to like him. He realizes how fragile life really is. | |                                  |                    |                         |
| 9 | "Are You There God? It's Me, Ann-Margret" | Oliver Goldstick                 | Aaron E. Schneider | 8 de dezembro de 2000   |
| Josh and Lily get cast for a play at the school where they have to appear nude in front of each other and everyone, which makes them uncomfortable. Brooke is at hospital again for treatment for her bulimia. Harrison is frightened when he walks into a room in the hospital and finds a ghost who seems to know a lot about him. Meanwhile, Carmen runs into Nicole in a meeting for teenagers with alcoholic parents, but Nicole completely ignores her. | |                                  |                    |                         |
| 10 | "The Consequences of Falling" | Ryan Murphy                      | Michael M. Robin   | 15 de dezembro de 2000  |
| Clarence dies peacefully while talking to Harrison. His death has a deep impact in Harrison's own view of life, and he decides is not worth to keep the treatment for his cancer. He goes to extreme measures and decides to put an end in his agony, attempting suicide. But Clarence comes back as an angel to give Harrison a view of what the world would be if he had never been born. We see that April would have become a rich successful owner of a fish market (Tunaville); Brooke would have died from bulimia, Lily would have married Josh after pregnancy and they would have become the first family, and among other twisted things, Nicole and Mary Cherry trying to make a living as whores with Sugar Daddy as their pimp. | |                                  |                    |                         |
| 11 | "Fire in the Hole" | Ari Posner & Eric Preven         | Randy Miller       | 19 de janeiro de 2001   |
| Its that time of year again! STD Awareness Week, but this time Ms. Glass has a plan to make this week memorable. Ms. Glass has recently created a personal musical of her own entitled "That Burning Sensation" in which every student is assigned to play an STD. Though Sam and Harrison find themselves the odd ones out, with Sam playing the "whore" and Harrison playing the "virgin". As the class continues to progress a secret is revealed that will change Sam's relationship with George. | |                                  |                    |                         |
| 12 | "The Shocking Possession of Harrison John" | Edward Kitsis & Adam Horowitz    | Jamie Babbit       | 26 de janeiro de 2001   |
| After Harrison returns to school since he had his bone marrow transplant, he acts in a weird way, making everybody think he's possessed or something. The girls think about it and conclude that he has impersonated Nicole's personality, since she was the donor. They decide to call a priest to exorcise him. Meanwhile, Josh and Lily's relationship is growing so much that there's hardly any space left for Sugar Daddy in Josh's life. Feeling neglected, he finds a new friendship in George. They enjoy each other for a while until George feels like Sugar is demanding too much attention. Josh and Sugar make up. Nicole finds out she's adopted after she asks her mom about her birth and she doesn't give clear information. Shocked, Nicole finds out that her mom was a 16 year old cheerleader, and tries to find her with no luck. Both Nicole and Harrison conclude they have to find themselves. | |                                  |                    |                         |
| 13 | "Mary Charity" | James Duff                       | Lawrence Trilling  | 2 de fevereiro de 2001  |
| Say it isn't so? Mary Cherry is wearing KFC paper shoes? Mary Cherry enters the harsh realities of the real world after learning her family is suffering financial difficulties. Sam and Carmen plan to bring back the Kennedy High yearbook goes awry. Meanwhile, Brooke and Harrison's relationship progresses though it appears as if Harrison has his eyes on someone else. | |                                  |                    |                         |
| 14 | "The News of My Death Has Been Greatly Exaggerated" | Ryan Murphy                      | Ryan Murphy        | 23 de fevereiro de 2001 |
| Tragedy has struck through the halls of Kennedy High and the dearly departed is by the name of April Tuna. The news of April Tuna's death effects all of the student's lives. With Brooke, Mary Cherry and Carmen they carry the guilt of being responsible for Tuna's death. And with Lily and Josh, they believe excluding her from their circle of love drove Tuna away. Meanwhile, April's death also creates tension. With Sam learning a shocking confession made by Harrison and with Nicole finally learning the downside of being the mean girl. | |                                  |                    |                         |
| 15 | "It's Greek to Me" | Edward Kitsis & Adam Horowitz    | Jamie Babbit       | 2 de março de 2001      |
| Nicole's mom is not so happy about her spending time with her birth mom. Judy Julian tries to bribe Nicole's mom so she would disappear. Shaggy leaves and Nicole and Judy become closer. Meanwhile, the girls are bored with the immature behavior of the boys and their boring lives as high school students. Brooke meets a college girl who invites them to a college party. After attempting to sneak out, Sam and Lily are stuck at home for lying about where they were going and spend up playing board games with Sam's parents all night. Carmen meets a boy and goes up to his room. Feeling that something might happen, she hides inside the closet until the boys come to rescue her. After their experience at the frat party, the group learns that high school isn't so bad after all. | |                                  |                    |                         |
| 16 | "Fag" | Deidre Strohm                    | Elodie Keene       | 9 de março de 2001      |
| Lily, in an effort to defend a fellow student who has been suffering jokes about his lifestyle, starts the G.L.A.S.S. (Gay and Lesbian Alliance of Supportive Students), which causes a lot of repercussion around the school, and not such great support from people as she expected. But prejudice is not only about sexual choices, as Sam and George have to deal with the comments on their interracial relationship; Sugar D. doesn't get a job for being fat and Jamie (Brooke's date) reveals that he has suffered prejudice because of his religion. Things get hot when Lily is hospitalized after being attacked when she was leaving a g/l community center (which she took Miss Glass to get information about her sexuality). The gang realizes that hate will never lead to anything, and join the group one by one. Bryan comes out of the closet in a gesture of support after the group is cancelled. | |                                  |                    |                         |
| 17 | "Coup" | Ari Posner & Eric Preven         | Jamie Babbit       | 16 de março de 2001     |
| With a lot of power in her hands and not so many brain cells in her head, April Tuna is ordered by Principal Krupps to cut one of the school's clubs. April becomes an easy prey for Evil Nicole (still out of the Glamazons and thirsty for revenge), who manipulates her into cutting the Glamazons off. April and Emory have a small fight when she threats to cut the "John Travolta-inspired Staying Alive" club, for which Lily, Harrison and Josh compete to be president of. Meanwhile, Brooke gets in deep trouble after she doesn't come home from Jamie's, which causes Mike to get furious and ground both Sam and her for lying. After Jane talks to him, he finally decides to give Jamie a chance and invites him over for dinner. Back at KH, Emory blackmails Tuna in order to save his club, and she ends up losing the position of student body president to Nicole, who immediately cuts the Glamazons, replaces it with "Bring It!", the new pep squad with her as the big star, and shuts the John Travolta club, announcing to the school that Evil Diabolic Nicole is back - and this time for good. | |                                  |                    |                         |
| 18 | "The Brain Game" | James Duff                       | Craig Zisk         | 27 de abril de 2001     |
| Desperately seeking to be popular again, Mary Cherry fails in an audition to a teen talent show. But that didn't stop her, and she decides to put a team of students together to be in "The Big Head Challenge". Everybody is studying for the SATs and they all think it would be a nice way to test their knowledge at this competition. Cherry Cherry, who has become a student at KH (trying to beat her 50 points score in her SAT), also tries to get in, but loses the very last spot to Josh, who surprisingly know a lot more about chicken than we thought. Meanwhile, Carmen decides to take salsa lessons, and has her heart broken by the instructor, whom she had a crush for. But after he realizes how bad he made Carmen feel, he goes to KH to ask her out. At the competition, the gang is first relieved to be against the John Ashcroft Private School for Special Needs Children, but then surprised when they see that Cherry Cherry has bought the entire team and replaced the students by the teen talent show judges. KH is losing by far until Josh saves the team with his poultry knowledge. Although disappointed at losing, Cherry Cherry tells Mary Cherry that she has never been more proud of her, and the two share their first mother-daughter moment. | |                                  |                    |                         |
| 19 | "I Know What You Did Last Spring Break!" | Ryan Murphy & Tim Wollaston      | Ryan Murphy        | 4 de maio de 2001       |
| Ms. Glass wants all the students to write down where did they go for Spring Break and how many they slept with, so, in her own words, she can judge them. Most of the gang say they went to Cancun, and Harrison writes that he went to Yemen as his nose starts to bleed. Ms. Glass deduces he has been infected with the Rift Valley fever that is contaminating everyone in Yemen. Just as Sam was trying to talk to him by his locker, they are both isolated from the rest of the people and the school is shut down in quarantine. During Chemistry, Mary Cherry receives a call in her cell phone from someone who knows what she really did for Spring Break - a low-budget soft porn scary movie - and she has to run for her life as she is chased to be killed. Meanwhile, Lily tells April what they really did for SB. They intended to go to Cancun, but they all stayed in LA and had SB in different ways. Nicole is elected to attract the killer, but since she's not a virgin, and only virgins get chased by killers in scary movies, they fail. When the gang realizes they've all lied to each other about the SB, they decide to reveal the truth. Among romantic dinners and break ups, the most shocking revelation comes from Brooke and Harrison, who have slept together! Harrison and Sam make up and kiss, just when George walks in the nurse's office. Suddenly, the real Dr. Salk appears and the killer is revealed to be the travel agent to their trip to Cancun, who was trying to get back at the kids for ruining her bonus. | |                                  |                    |                         |
| 20 | "You Don't Tug on Superman's Cape...You Don't Spit into the Wind...You Don't Pull the Mask off the Ol' Lone Ranger...And You Don't Mess Around with Big Bertha Muffin" | Edward Kitsis & Adam Horowitz    | Lawrence Trilling  | 11 de maio de 2001      |
| Sam learns about Brooke and Harrison's sexual experience, a bittersweet love triangle is formed. But are the girls fighting for a lost cause? Lily and Josh's relationship heats up and soon they take their love to the next step. Meanwhile, time is ticking for Mary Cherry as she is threatened to get beaten up by Big Bertha Muffin. | |                                  |                    |                         |
| 21 | "Promblems" | Ryan Murphy                      | Jamie Babbit       | 18 de maio de 2001      |
| In the jaw-dropping series finale, both Brooke and Sam make a revelation on their Prom troubles with Harrison. Meanwhile, Mary Cherry discovers she has a long lost twin sister. Josh and Lily try to adjust as a married couple. At the very end, the angry Nicole takes matters into her own hands that will change everything when she runs over and apparently kills Brooke. | |                                  |                    |                         |